# Vaughn Taylor (Golfspieler)
Vaughn Joseph Taylor (* 9. März 1976 in Roanoke, Virginia) ist ein US-amerikanischer Profigolfer der PGA TOUR.
Er wuchs in Augusta, Georgia auf und spielte als Amateur mit Erfolg für die Augusta State University.
Taylor wurde 1999 Berufsgolfer und baute seine Karriere behutsam über die drittgereihte Hooters Tour und die Turnierserie der zweiten Leistungsebene, die Nationwide Tour, auf.
Mit diesen wertvollen Erfahrungen begann Taylor ab 2004 die große nordamerikanische PGA TOUR zu bespielen. Schon in seiner ersten Saison gelang ihm der Sieg bei den Reno-Tahoe Open, den er im Jahr darauf wiederholen konnte. Durch weitere ausgezeichnete Platzierungen schaffte Taylor die Qualifikation für das Ryder Cup Team der USA 2006.

## Turniersiege
PGA Tour
- 2004 Reno-Tahoe Open
- 2005 Reno-Tahoe Open
- 2016 AT&T Pebble Beach National Pro-Am

Andere
- 2003 Knoxville Open (Nationwide Tour)

## Teilnahme in Teambewerben
- Ryder Cup: 2006